# Ocnogyna pallidior
Ocnogyna pallidior là một loài bướm đêm thuộc phân họ Arctiinae, họ Erebidae.